# Cerkiew św. Mikołaja w Rabem
Cerkiew św. Mikołaja w Rabem – drewniana greckokatolicka cerkiew, wzniesiona we wsi Rabe w drugiej połowie XIX wieku. Obecnie rzymskokatolicki kościół filialny  Świętej Rodziny
Obiekt włączony do podkarpackiego Szlaku Architektury Drewnianej.

## Historia
Cerkiew w Rabem powstała w roku 1852 lub 1858 z fundacji mieszkańców wsi, w miejsce wcześniejszej cerkwi, wzmiankowanej już w roku 1756. Konsekrowana w roku 1861. Po roku 1951 nieużytkowana w celach sakralnych. Mieścił się w niej magazyn, w którym podobno przez pewien czas przechowywano przedmioty zabrane z innych bieszczadzkich cerkwi. W roku 1971 przejęta przez kościół rzymskokatolicki. Po trwającym do roku 1974 remoncie, pełni funkcje kościoła filialnego parafii w Czarnej.

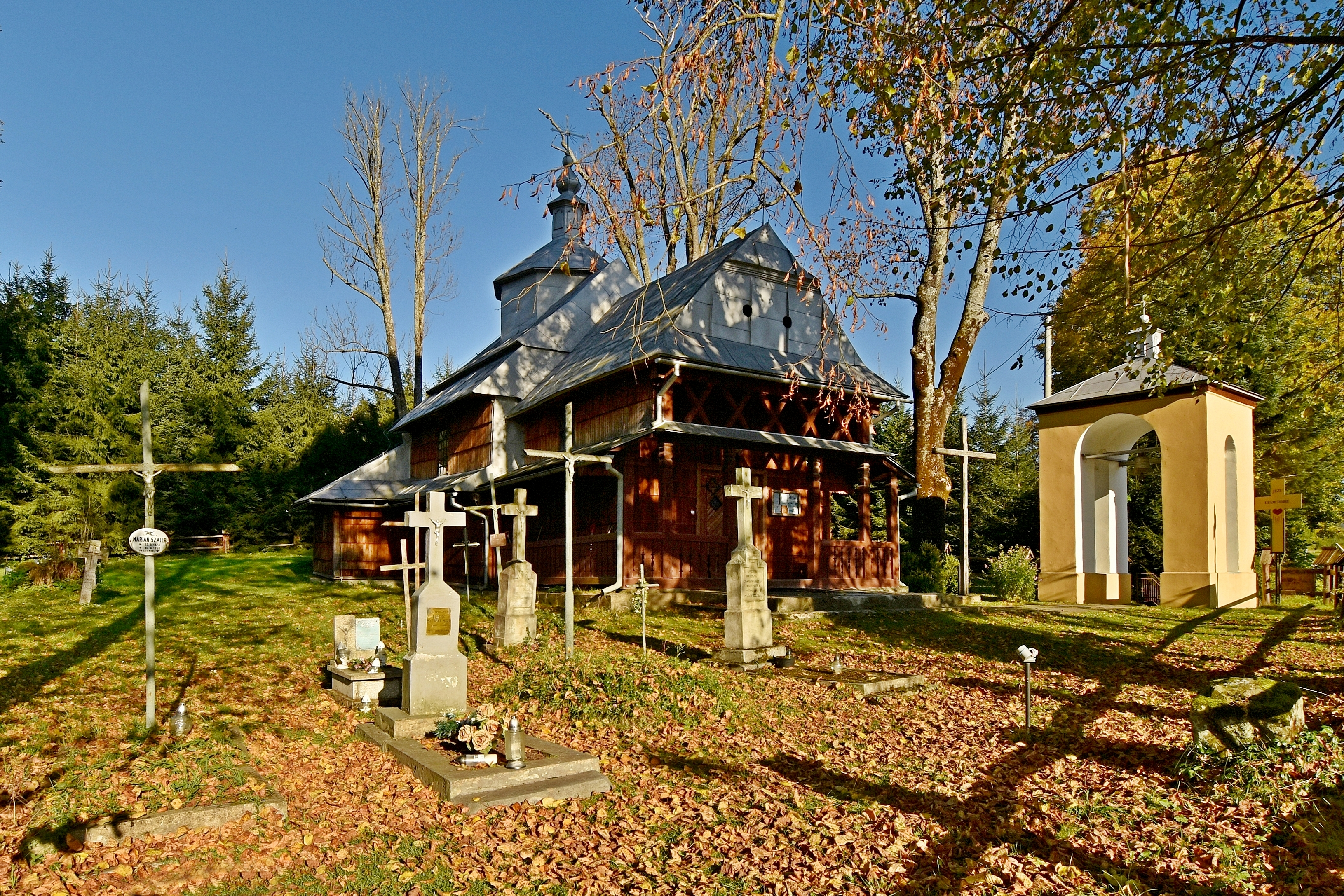
Widok ogólny
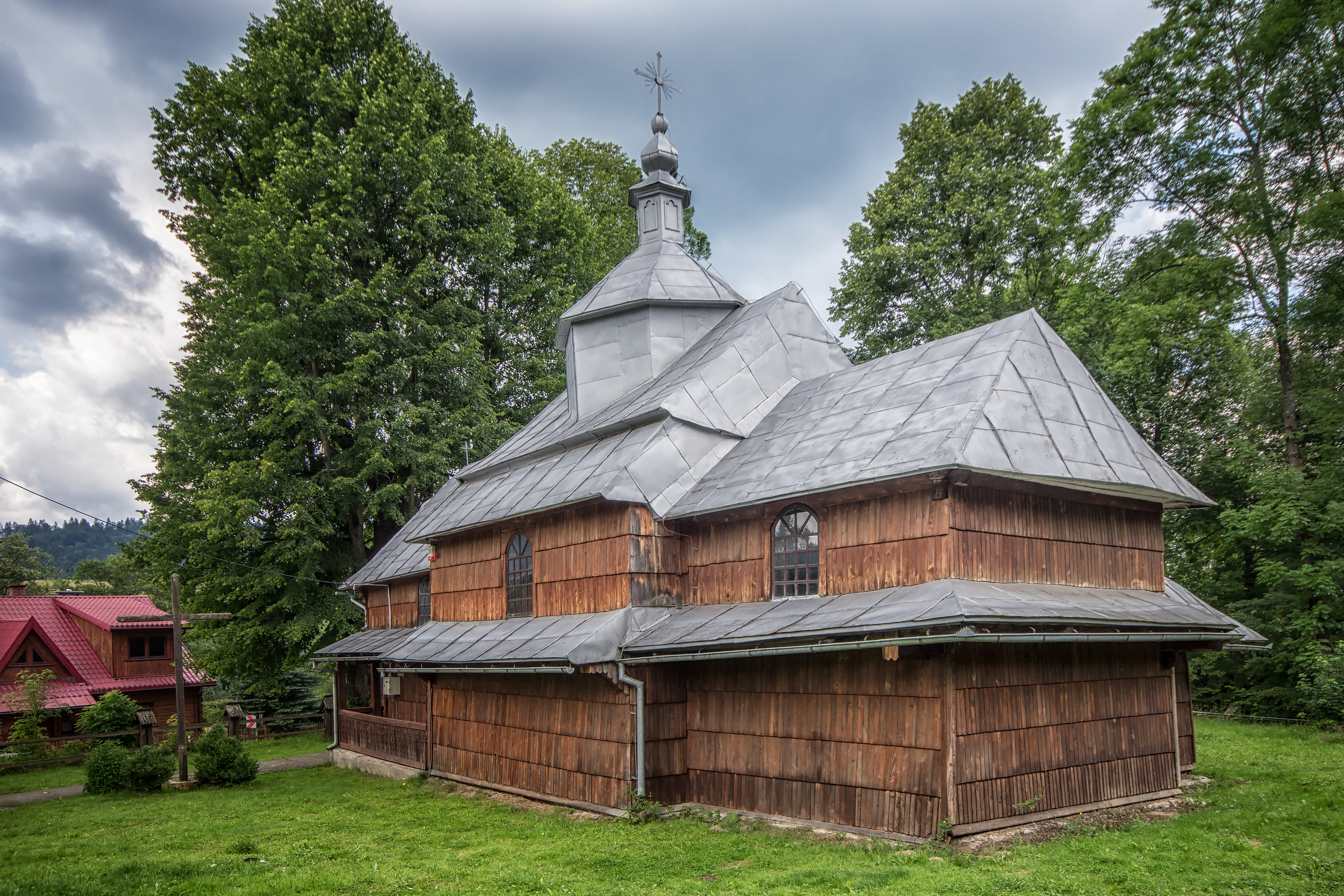
Widok od strony prezbiterium
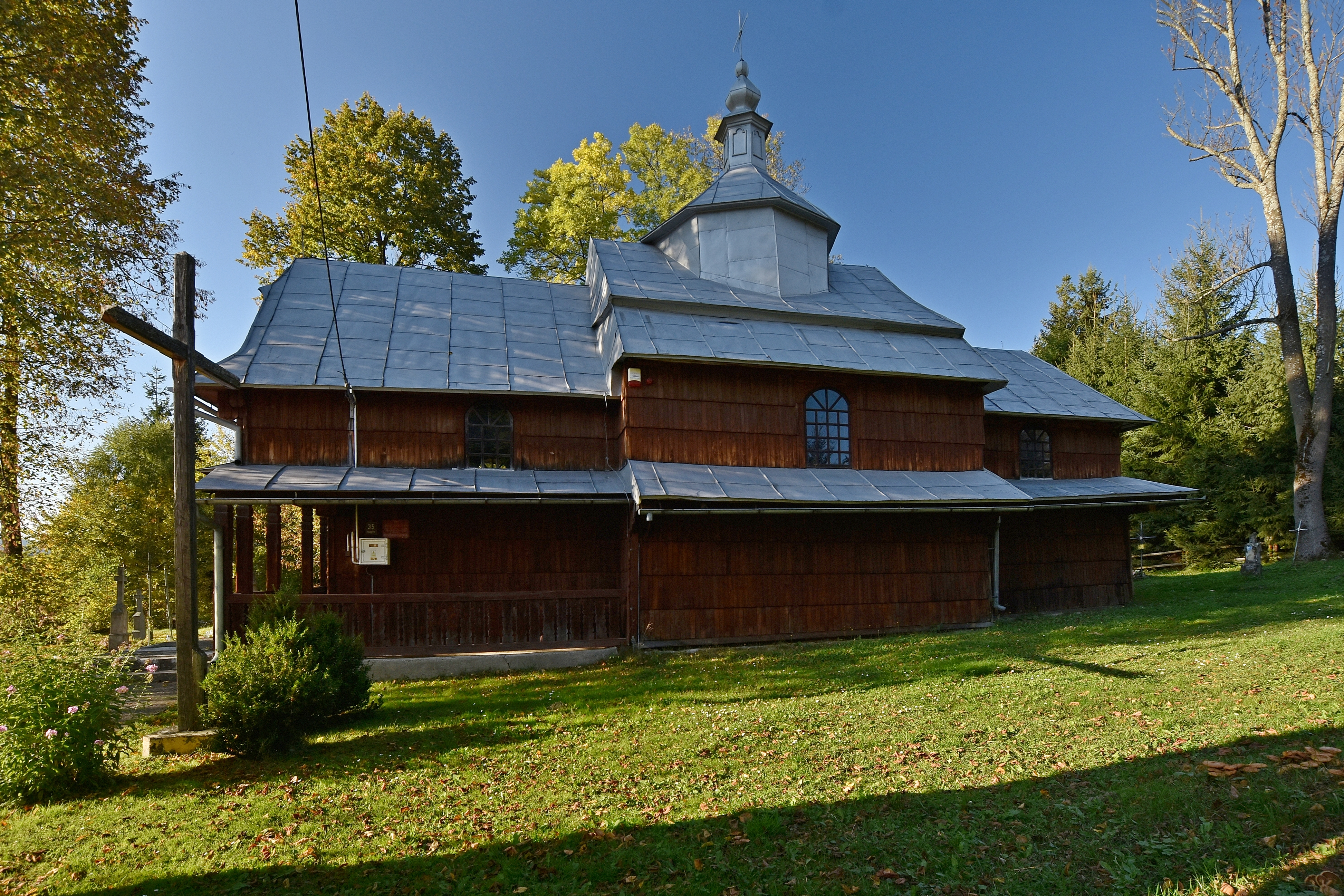
Elewacja boczna

## Architektura i wyposażenie
Cerkiew w Rabem jest świątynią orientowaną, trójdzielną o konstrukcji zrębowej. Wszystkie człony zbudowane na planie kwadratu. Do prezbiterium od północy przylega zakrystia. Nawa szersza i wyższa od pozostałych części. Dach dwukalenicowy, nad nawą łamany z sześciobocznym bębnem, który zwieńcza latarnia z cebulastym hełmem. Całość obiega dach okapowy.
W cerkwi zachował się częściowo rozmontowany ikonostas, w którym brak ikon kilku proroków. Część ikon powieszona na bocznych ścianach nawy i w prezbiterium. W babińcu i w nawie znajdują się również ikony z cerkwi w Lutowiskach, przedstawiające Narodziny Najświętszej Marii Panny, Mojżesza, Aarona oraz Ostatnią Wieczerze.

## Wokół cerkwi
Obok cerkwi stoi zbudowana na planie kwadratu murowana dzwonnica – brama, kryta dachem namiotowym. Dzwony z dzwonnicy zostały w roku 1953 zdjęte i oddane na złom przez funkcjonariuszy Ministerstwa Bezpieczeństwa Publicznego po tym, jak bito w nie aby uczcić śmierć Józefa Stalina. Na starym cmentarzu zachowało się kilka starych nagrobków.